# Wujie Zhen
Wujie Zhen (kinesiska: 五街, 五街镇) är en köping i Kina. Den ligger i provinsen Yunnan, i den sydvästra delen av landet, omkring 170 kilometer väster om provinshuvudstaden Kunming. Antalet invånare är 18 018. Befolkningen består av 8 993 kvinnor och 9 025 män. Barn under 15 år utgör 24,0 %, vuxna 15-64 år 70 %, och äldre över 65 år 5,0 %.
Genomsnittlig årsnederbörd är 808 millimeter. Den regnigaste månaden är augusti, med i genomsnitt 193 mm nederbörd, och den torraste är januari, med 5 mm nederbörd.